# 夏湖 (月球)
夏湖("Lacus Aestatis",拉丁语意思为"夏湖")是由靠近月球西侧两座相对较小的月海所组成。其月面座标为15.0°S，69.0°W，该湖分布于直径90公里范围内，面积合计约1000平方公里。
夏湖的西北部分位于罗卡环形山东南偏东，介于罗卡环形山及卫星坑"罗卡 A"之间；另一部分则起始于东南方，形似一个呈南北延伸，细长而不规则的拼块，月湖的南端抵近已被熔岩填塞的克鲁格陨石坑西北侧外壁。
過去曾被德國天文學家尤利乌斯·海因里希·弗朗茨命名為夏海(Mare Aestatis)，1970年國際天文學聯合會改为現在的名称。

## 外部連結
- 美国宇航局月球地图集 （页面存档备份，存于）